# Peter Pen
Peter Pen, slovenski alpski smučar, * 14. junij 1973, Maribor.
Pen je za Slovenijo nastopil na Zimskih olimpijskih igrah 1998 in 2002.
Leta 1998 je v Naganu nastopil v smuku, superveleslalomu in v alpski kombinaciji. V smuku je odstopil, v superveleslalomu je osvojil 23. mesto, v kombinaciji pa je bil 9. Leta 2002 je v Salt Lake Cityju nastopil v smuku in v superveleslalomu. V smuku je osvojil 23. mesto, v superveleslalomu pa je bil diskvalificiran.